# Giuseppe Tresoldi
Giuseppe Tresoldi (Monselice, 30 aprile 1964) è un paracadutista italiano.
È entrato nella sezione paracadutisti dell'esercito nel 1988. Tuttora fa parte della squadra Italy National Team dell'Esercito Italiano.

## Palmarès
- 4 Titoli di campione del Mondo nella Precisione in atterraggio a squadre (2 Militari e 2 Assoluti)
- 4 Medaglie d'Argento Campionati del Mondo nella precisione in atterraggio (2 Militari / 2 Assoluti)
- 1 Medaglia d'Argento Campionati del mondo assoluti in combinata per nazioni
- 2 Medaglie di Bronzo ai Campionati del Mondo Precisione e Combinata (1 Militare e 1 Assoluto)

- 5 Titoli Italiani in Precisione in Atterraggio a squadre
- 5 Titoli Italiani Individuali
- 1 Record Italiano
- 9 Distintivi dello Sport Militare
- 4 Medaglie di Bronzo al Valore atletico (93 / 94 / 95)
- 2 Croci d'oro al merito dell'Esercito
- 1 Medaglia di bronzo al valore atletico CISM